# Malaves
Els Malaves foren una tribu índia antiga establerta en el que avui dia és la part nord-occidental de Madhya Pradesh, la qual fou coneguda com a Malwa d'aquesta tribu. Van aconseguir mantenir amb èxit la seva organització tribal fins al temps de Samudragupta. L'era que més tard va ser coneguda com el Vikrama Samvat és associat amb el Malaves. Inicialment va ser esmentada com l'era Krita i després com l'era Malava. Més probablement aquesta era va ser esmentada com l'era Vikrama per primer cop en la inscripció en pedra de Dholpur del Chahmana Chandamahasena el 898 CE.

## Origen
Segons el Mahabharata, els centenars de nets del rei de Madra, Ashvapati, pare de Savitri (casada amb el príncep Satyavan fill del rei destronat Dyumatsena que vivia pobrament) van ser coneguts com els Malaves pel nom de la seva avia, Malavi (esposa de Ashvapati). Tot i que els Malaves no són esmentats per Panini, la seva sutra V.3.117 esmenta un nombre de tribus com els ayudhajivi samghas (els qui viuen de la professió de les armes) i el Kashika inclou els noms dels Malaves i els Kshudrakes en aquest grup de tribus. El Malaves són de fet esmentats en el Mahabhashya (IV.1.68) de Patanjali.
Sembla que els Malaves es van distribuir àmpliament per l'Índia antiga, i van tenir establiments separats al Panjab, Rajasthan i Madhya Pradesh. Segons D. R. Bhandarkar, inicialment van viure al Panjab (on era el regne de Madra); més tard, van emigrar al Rajasthan oriental, i finalment a Malwa, regió avui a Madhya Pradesh.